# Banks Peninsula

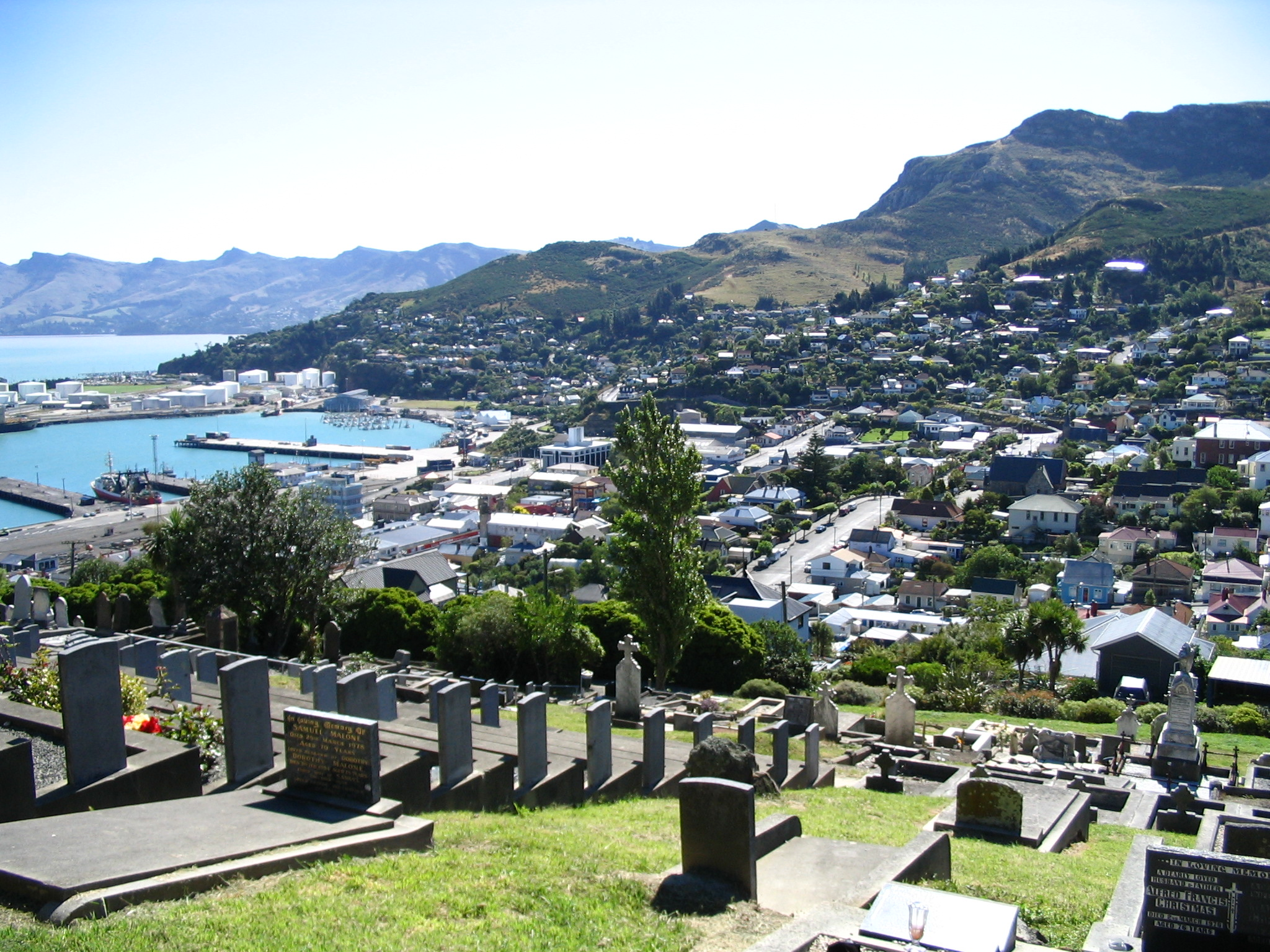
Lyttelton: Das Tor zur Halbinsel

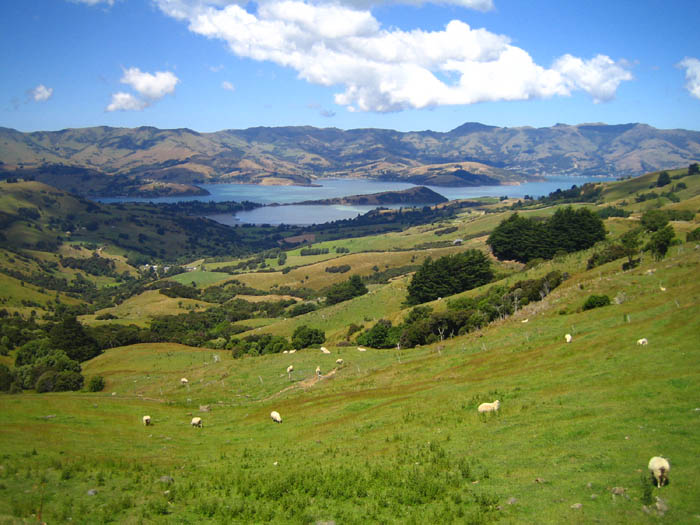
Blick auf die Bucht von Akaroa

Die Banks Peninsula (deutsch „Banks-Halbinsel“) ist eine über 1000 km² große Halbinsel auf der Südinsel Neuseelands in der Region Canterbury. Sie gehört seit dem 6. März 2006 zum Stadtdistrikt von Christchurch.

## Geographie
Die Banks Peninsula ist im Norden, Osten und Süden vom Südpazifik umgeben.
Der höchste Punkt der Halbinsel ist Mount Herbert mit 919 Metern, in der Nähe des Gipfels befindet sich ein kleines Shelter (Unterschlupf) und etwa drei Kilometer weiter befindet sich der historische Packhorse Hut. Es gibt verschiedene Wanderwege zu Mount Herbert. Der schnellste ist wohl, von Diamond Harbour aus über den Mount Herbert Walkway zu wandern.
Die gesamte Halbinsel ist vulkanischen Ursprungs. Sie enthält die Reste mehrerer früherer Schichtvulkane. Diese Überreste bilden heute die beiden größten Naturhäfen des Distrikts: Zuerst entstand die Hafenbucht in der Nähe von Lyttelton, später die nahe Akaroa. Zu diesem Zeitpunkt war das Gebiet eine frei im Meer liegende Insel. Erst als sich um die Flüsse aus den Neuseeländischen Alpen große Schwemmkegel bildeten, vergrößerte sich die Landfläche Neuseelands nach Osten – die Canterbury-Ebene, eine großflächige fruchtbare Küstenebene, deren östlichste Ausläufer mit dem hügeligen Gebiet der Banks Peninsula zusammentreffen, entstand.
Vor der Besiedlung durch Māori und Europäer waren 98 % der Halbinsel bewaldet, zurzeit sind es nur noch 2 %. Deswegen hat die Regierung ein Wiederaufforstungsprogramm für das Gebiet gestartet.

## Einwohner
Auf der Halbinsel gibt es zwei größere Orte: Zum einen Lyttelton im Nordwesten und zum anderen Akaroa, im Südosten. Beide Städte liegen am Rand von großen Buchten, die sich weit in die Halbinsel ziehen. In der Bucht von Lyttelton befindet sich der größte Hafen der Südinsel, der Überseehafen von Christchurch.
Im November 2005 sprachen sich 60 % der Bewohner des Distriktes für eine Zusammenlegung der Verwaltungen des Banks Peninsula District Councils und des Christchurch City Councils aus. Diese wurde schließlich im März 2006 vollzogen und im Laufe des genannten Jahres abgeschlossen.

## Geschichte
Bis in das 17. Jahrhundert gab es drei große Einwanderungswellen der Māori.
Die ersten Europäer, die die Halbinsel zu Gesicht bekamen, war im Jahr 1769 die Mannschaft von James Cooks erster Neuseelandumrundung. Weil er die tiefliegenden Canterbury Plains nicht sehen konnte, machte er den Fehler, die Banks Peninsula als Insel einzuzeichnen. Weil er von einem Land, von dem er meinte, es südöstlich seiner momentanen Lage gesehen zu haben, abgelenkt wurde, entdeckte er weder seinen Fehler, noch die beiden guten Naturhäfen.
Um 1830 war die Banks-Halbinsel ein wichtiger europäischer Walfang-Außenposten; somit wurden die Māori durch von den Europäern eingeschleppte Krankheiten und auch durch Waffengebrauch stark dezimiert.
1838 entschied sich der französische Walfänger Langlois dazu, auf der Halbinsel eine französische Kolonie zu gründen. Durch dubiose Geschäfte erwarb er das Land von den Māori. Als er, nachdem er zuerst zurück in sein Heimatland gefahren war, 1840 mit französischen und deutschen Familien zur Banks Peninsula zurückkehrte, hatten viele einheimische Stammeshäuptlinge bereits den Vertrag von Waitangi unterzeichnet, der Großbritannien zur herrschenden Macht über Neuseeland erklärte. Durch ungünstige Windverhältnisse erreichten britische Staatsbedienstete eher das besagte Gebiet der Südinsel als Langlois.
Obwohl die Südinsel nun offiziell keine französische Kolonie mehr werden konnte, ist noch heute der französische Einfluss an der Architektur mancher Häuser in Lyttelton und Akaroa zu erkennen. Die gesamte Halbinsel ist heute eine Erholungslandschaft vor allem für Menschen aus dem nahe gelegenen Christchurch.
Die Banks Peninsula gilt im Übrigen als der Ort der ersten Besiedlung durch deutschstämmige Einwanderer. Bereits 1839 errichtete George Hempleman in der Peraki Bay, im südlichen Teil der Halbinsel gelegen, eine Walfangstation und lebte dort mit seiner Frau. Ihm zu Ehren wurde 1938 in der Bucht ein Denkmal errichtet.

## Ereignis
Am 22. Februar 2011 wurde die Halbinsel von einem schweren Erdbeben der Stärke 6,3 MW erschüttert. Das Epizentrum des Bebens, das als Christchurch-Erdbeben von 2011 bekannt wurde, lag nahe Lyttelton, doch die größten Zerstörungen fanden in Christchurch statt. Insgesamt kamen bei dem Erdbeben 185 Menschen ums Leben.